# ریخت‌سنجی
ریخت‌سنجی یعنی ریخت‌شناسی کمی.

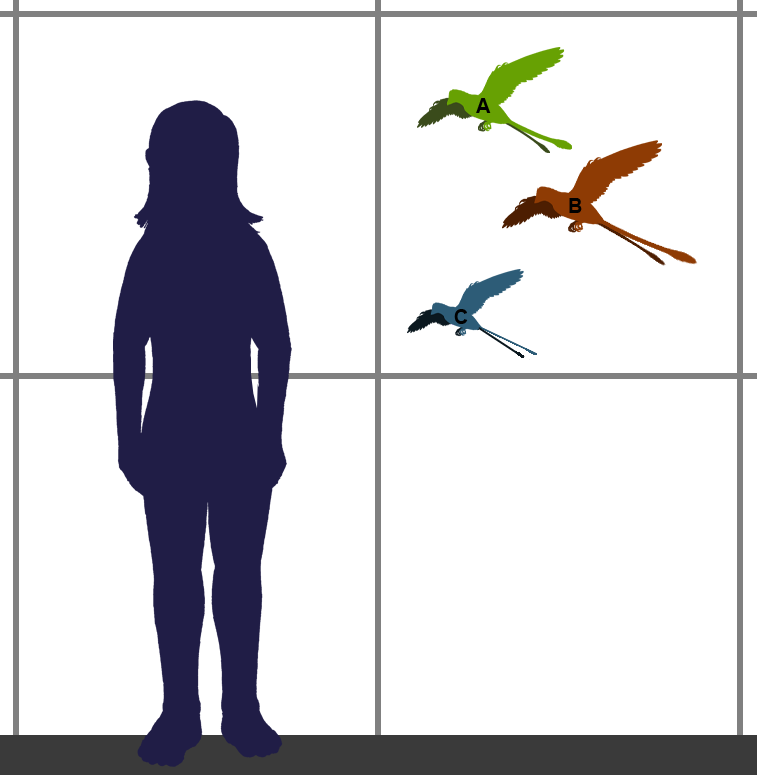
اندازه جنس در تیرۀ پرندگان منقرض‌شدۀ Confuciusornithidae، بر پایۀمقایسه با انسان (1.75 متر). A. Changchengornis. بر پایۀ holotype. B. Confuciusornis. بر پایۀ چند نمونه هم‌اندازه. C. Eoconfuciusornis. بر پایۀ هولوتایپ IVPP V11977.

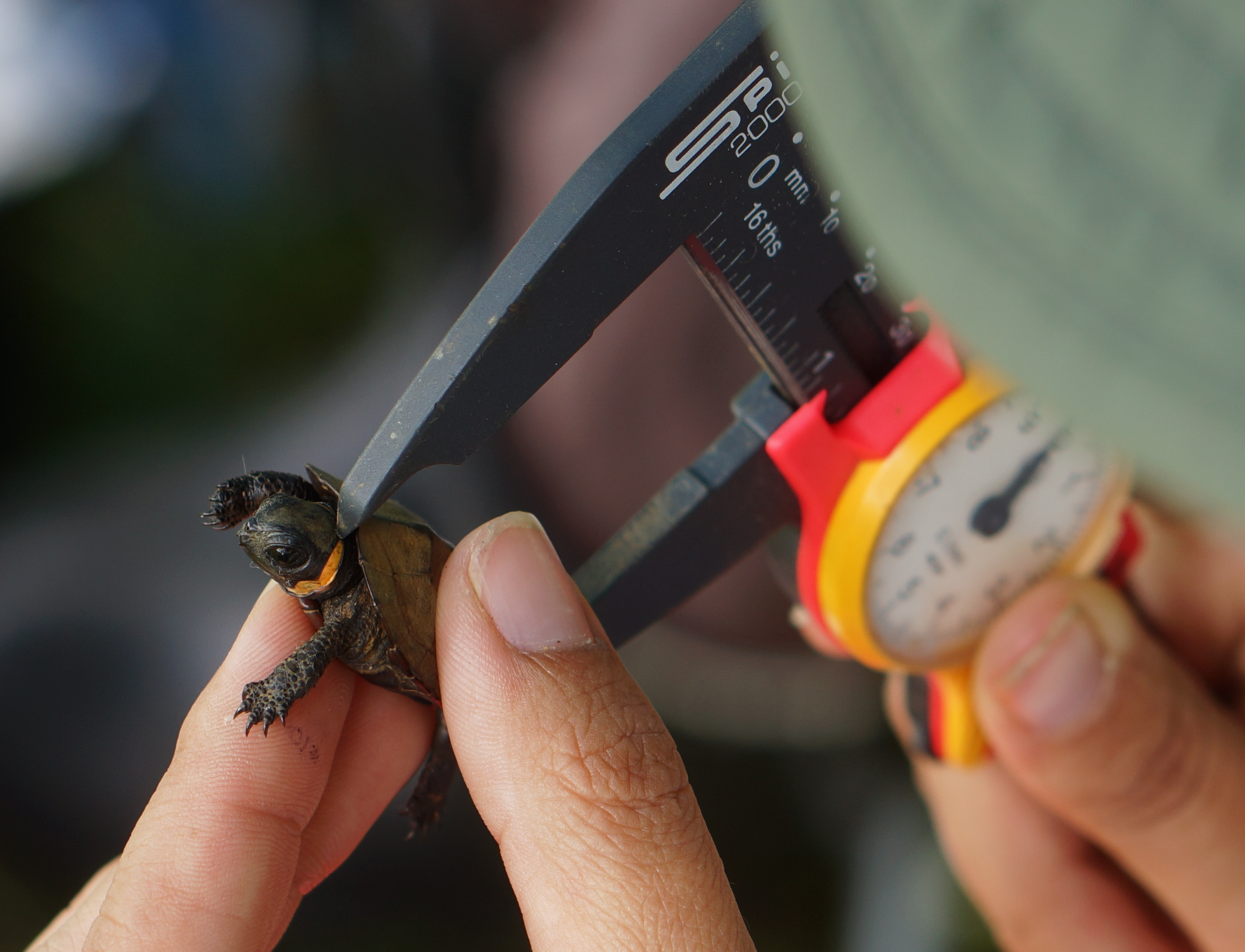
اندازه طول لاک در bog turtle.

به بیان دیگر، تجزیه و تحلیل هندسه شکل و اندازه اندام‌های یا کل بدن یک موجود زنده را ریخت‌سنجی می‌گویند.

## کاربردها
- بررسی سابقه فسیلی موجودات
- تأثیر جهش‌ها بر ریخت
- تغییرات رشدی در ریخت
- تأثیرات بین عوامل محیطی و ریخت
- تخمین مولفه‌های کمی-ژنتیکی
- تعیین کمیت یک صفت با اهمیت تکاملی
- تشخیص تغییرات در ریخت
- رشدشناسی
- بررسی تکامل
- آزمون آماری فرضیه‌ها در مورد عوامل مؤثر بر ریخت
- تبیین مکانی مناطق خاصی از اندام‌ها مانند مغز[۵][۶]